# Neomardara
Neomardara este un gen de molii din familia Lymantriinae.